# Serie A 1999-2000 (calcio a 5)
Il campionato di Serie A 1999-2000 è stato l'undicesimo campionato di Serie A e la diciassettesima manifestazione nazionale che assegnasse il titolo di campione d'Italia. È iniziato l'11 settembre 1999 e si è concluso il 23 giugno 2000, con regolamento invariato rispetto all'edizione precedente. Nell'organico spicca l'assenza dei campioni d'Italia del Torino Calcetto: la società piemontese, in polemica con l'amministrazione comunale sull'utilizzo del PalaRuffini non ha presentato domanda di iscrizione, venendo rimpiazzata dal ripescaggio del retrocesso Cagliari. La stagione torna a consegnare lo scudetto a una squadra laziale, ovvero il Genzano Calcio a 5 che grazie all'ampia rosa riesce a conquistare il titolo ai danni della Lazio.

## Squadre partecipanti

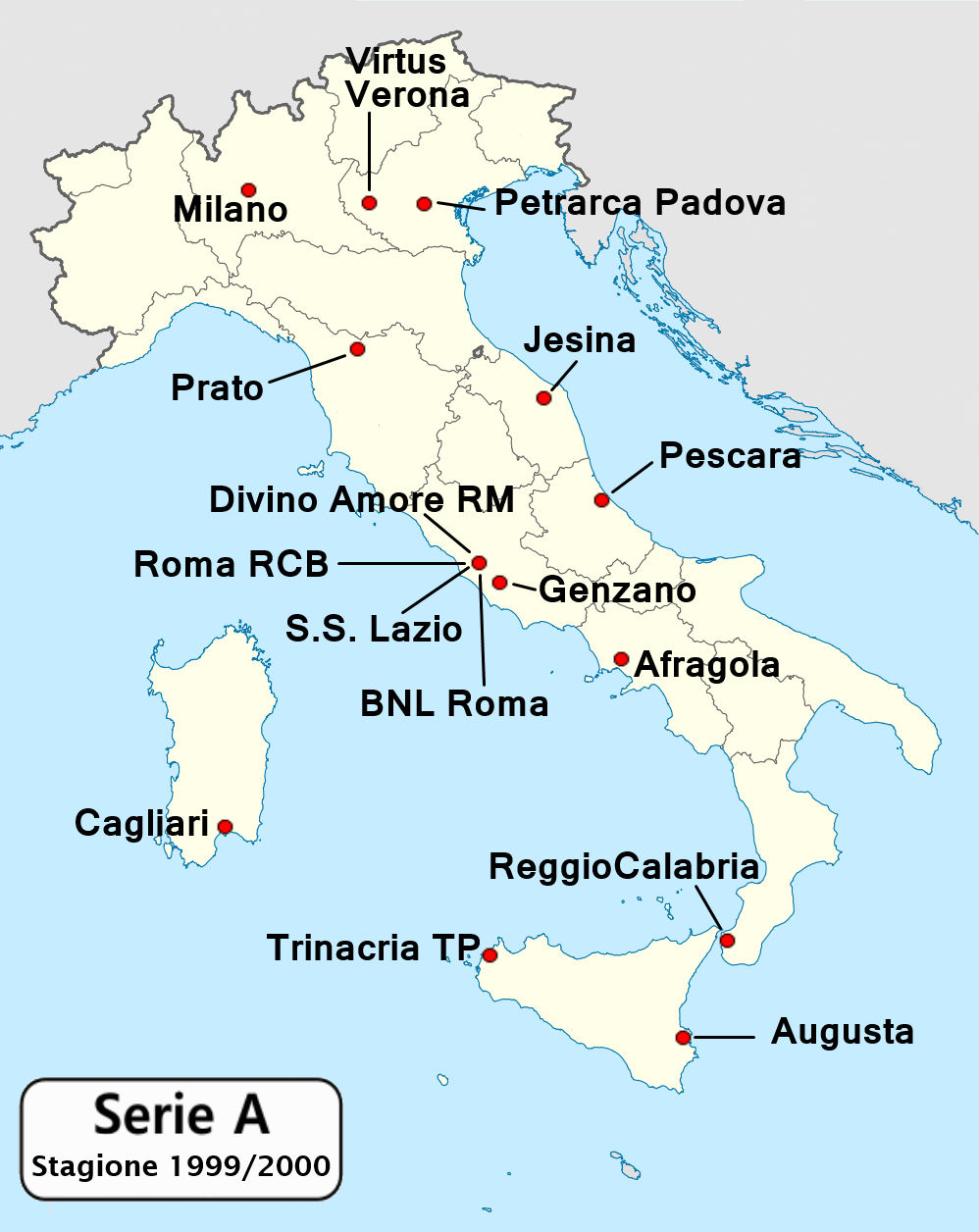
Distribuzione geografica delle squadre della Serie A 1999-2000

## Stagione regolare
Legenda:

         Al secondo turno dei play-off
         Al primo turno dei play-off
         Ai play-out
         Retrocesse in A2
|  |     | Classifica finale | Pt | G  | V  | N  | P  |
|  | --- | ----------------- | -- | -- | -- | -- | -- |
|  | 1.  | BNL Roma          | 67 | 30 | 21 | 4  | 5  |
|  | 2.  | Genzano           | 65 | 30 | 20 | 5  | 5  |
|  | 3.  | Augusta           | 63 | 30 | 19 | 6  | 5  |
|  | 4.  | Lazio             | 53 | 30 | 16 | 5  | 9  |
|  | 5.  | Prato             | 50 | 30 | 14 | 8  | 8  |
|  | 6.  | Roma RCB          | 47 | 30 | 12 | 11 | 7  |
|  | 7.  | Pescara           | 45 | 30 | 14 | 3  | 13 |
|  | 8.  | VRF Verona        | 41 | 30 | 12 | 5  | 13 |
|  | 9.  | Petrarca          | 40 | 30 | 11 | 7  | 12 |
|  | 10. | Trinacria         | 35 | 30 | 9  | 8  | 13 |
|  | 11. | Cagliari          | 31 | 30 | 7  | 10 | 13 |
|  | 12. | Jesina            | 30 | 30 | 6  | 12 | 12 |
|  | 13. | Divino Amore      | 28 | 30 | 7  | 7  | 16 |
|  | 14. | Reggio            | 28 | 30 | 7  | 7  | 16 |
|  | 15. | Milano            | 23 | 30 | 5  | 8  | 17 |
|  | 16. | Afragola          | 19 | 30 | 5  | 4  | 21 |

## Statistiche e record

### Classifica marcatori
| Gol |  |  | Giocatore         | Squadra            |
| --- |  |  | ----------------- | ------------------ |
| 54  |  |  | Ivan Alves Júnior | Augusta            |
| 38  |  |  | Andrea Bearzi     | Prato              |
| 37  |  |  | Fernando Grana    | BNL Roma           |
| 37  |  |  | Fábio Previdelli  | Genzano            |
| 37  |  |  | Adriano Foglia    | Augusta            |
| 36  |  |  | Andrea Rubei      | BNL Roma           |
| 31  |  |  | Mario Paolillo    | Afragola           |
| 30  |  |  | Renato Lopes      | VRF Verona / Lazio |
| 30  |  |  | Davide Bilò       | Jesina             |

### Record
- Maggior numero di vittorie: BNL (21)
- Minor numero di sconfitte: Augusta, BNL, Genzano (5)
- Migliore attacco: Augusta (158)
- Miglior difesa: Roma RCB (63)
- Miglior differenza reti: BNL (+56)
- Maggior numero di pareggi: Jesina (12)
- Minor numero di pareggi: Pescara (3)
- Minor numero di vittorie: Afragola, Milano (5)
- Maggior numero di sconfitte: Afragola (21)
- Peggiore attacco: Reggio (83)
- Peggior difesa: Afragola (133)
- Peggior differenza reti: Afragola (-36)
- Partita con più reti: Petrarca-Virtus Verona 8-9
- Partita con maggiore scarto di gol: Augusta-Cagliari 9-2 (7)
- Miglior serie positiva: ?
- Risultato più frequente: 4-4, 3-1 (14 volte)
- Totale dei gol segnati: 1670

## Play-off

### Formula
Ai play-off si qualificano le prime 10 squadre della serie A e le due vincenti dei due gironi di serie A2, ovvero Cotrade e Bellona. Le prime quattro classificate della serie A accedono direttamente dai quarti mentre le altre otto squadre disputano un turno in più. I vari turni si giocano con la formula dell'eliminazione diretta con gare di andata e ritorno. Il regolamento prevede che accedano ai quarti di finale le squadre che, nell'arco del doppio confronto, avranno realizzato il maggior numero di reti. In caso di parità,al termine del secondo incontro, si disputeranno due tempi supplementari da 5' ciascuno. In caso di ulteriore parità, passeranno il turno le squadre di categoria superiore o quelle meglio classificate al termine della stagione regolare.

### Tabellone
|  | Primo turno | Primo turno | Primo turno | Primo turno |   |          | Quarti di finale | Quarti di finale | Quarti di finale | Quarti di finale |         |       | Semifinali | Semifinali | Semifinali | Semifinali |  |  | Finale | Finale | Finale | Finale |
|  |             |             |             |             |   |          |                  |                  |                  |                  |         |       |            |            |            |            |  |  |        |        |        |        |
|  | VRF Verona  | 1           | 2           | 3           |   |          | BNL Roma         | 3                | 2                | 5                |         |       |            |            |            |            |  |  |        |        |        |        |
|  | Petrarca    | 2           | 5           | 7           |   |          | Petrarca         | 1                | 3                | 4                |         |       |            |            |            |            |  |  |        |        |        |        |
|  | Petrarca    | 2           | 5           | 7           |   | BNL Roma | Petrarca         | 1                | 3                | 4                | 2       | 4     | 6          |            |            |            |  |  |        |        |        |        |
|  |             |             |             |             |   |          |                  |                  |                  |                  |         | 4     | 6          |            |            |            |  |  |        |        |        |        |
|  |             | Lazio       | 3           | 5           | 8 |          |                  |                  |                  |                  |         |       |            |            |            |            |  |  |        |        |        |        |
|  | Prato       | Lazio       | 3           | 5           | 8 | 4        | 7                | 11               | Prato            | 2                | 2       | 4     |            |            |            |            |  |  |        |        |        |        |
|  | Prato       |             |             |             |   | 4        | 7                | 11               | Prato            | 2                | 2       | 4     |            |            |            |            |  |  |        |        |        |        |
|  | Torino      | 3           | 6           | 9           |   |          | Lazio            | 0                | 8                | 8                |         |       |            |            |            |            |  |  |        |        |        |        |
|  | Torino      | 3           | 6           | 9           |   |          |                  |                  |                  |                  |         | Lazio | 1          | 2          | 3          |            |  |  |        |        |        |        |
|  |             |             |             |             |   |          |                  |                  |                  |                  |         |       |            |            |            |            |  |  |        |        |        |        |
|  |             | Genzano     | 2           | 2           | 4 |          |                  |                  |                  |                  |         |       |            |            |            |            |  |  |        |        |        |        |
|  | Roma RCB    | Genzano     | 2           | 2           | 4 | 4        | 6                | 10               |                  |                  | Augusta | 7     | 3          | 10         |            |            |  |  |        |        |        |        |
|  | Roma RCB    |             |             |             |   | 4        | 6                | 10               |                  |                  | Augusta | 7     | 3          | 10         |            |            |  |  |        |        |        |        |
|  | Bellona     | 3           | 3           | 6           |   |          | Roma RCB         | 4                | 3                | 7                |         |       |            |            |            |            |  |  |        |        |        |        |
|  | Bellona     | 3           | 3           | 6           |   | Augusta  | Roma RCB         | 4                | 3                | 7                | 4       | 2     | 6          |            |            |            |  |  |        |        |        |        |
|  |             |             |             |             |   |          |                  |                  |                  |                  |         | 2     | 6          |            |            |            |  |  |        |        |        |        |
|  |             | Genzano     | 3           | 6           | 9 |          |                  |                  |                  |                  |         |       |            |            |            |            |  |  |        |        |        |        |
|  | Pescara     | Genzano     | 3           | 6           | 9 | 3        | 3                | 6                | Pescara          | 3                | 3       | 6     |            |            |            |            |  |  |        |        |        |        |
|  | Pescara     |             |             |             |   | 3        | 3                | 6                | Pescara          | 3                | 3       | 6     |            |            |            |            |  |  |        |        |        |        |
|  | Trinacria   | 2           | 3           | 5           |   |          | Genzano          | 1                | 6                | 7                |         |       |            |            |            |            |  |  |        |        |        |        |

### Risultati

#### Primo turno

##### Andata
| Padova 20 maggio 2000 | Petrarca | 2 – 1 | VRF Verona |  |

| Arbitri: | Cappucci (Roma) Vitolo (Salerno) |

|                                       |           |                                    |
| Zucco 2’ (rig.) Leone 26’ Capogna 38’ | Marcatori | 11’, 14’ Moro 12’ Granata 33’ Oddo |

| Bellona 20 maggio 2000 | Bellona | 3 – 4 | Roma RCB |  |

| Palermo 20 maggio 2000 | Trinacria | 2 – 3 | Pescara |  |

##### Ritorno
| Verona 23 maggio 2000 | VRF Verona | 2 – 5 | Petrarca |  |

| Prato 23 maggio 2000, ore 20:00                                                                                             | Prato     | 7 – 6 (d.t.s.) (0-2, 4-5, 6-5)            | Torino | Pattinodromo |
| Moro , 38'41’’ ( t.l. ) Bearzi 34’ , 35’ Cristoforetti Andrejic 48'35’’ Marcatori Senes Visconti Vassallo , 39'20’’ Capogna |           |                                           |        |              |
| |           |                                           |        |              |
| Moro , 38'41’’ (t.l.) Bearzi 34’, 35’ Cristoforetti Andrejic 48'35’’                                                        | Marcatori | Senes Visconti Vassallo , 39'20’’ Capogna |        |              |

| Roma 23 maggio 2000 | Roma RCB | 6 – 3 | Bellona |  |

| Pescara 23 maggio 2000 | Pescara | 3 – 3 | Trinacria |  |

#### Quarti

##### Andata
| Padova 27 maggio 2000 | Petrarca | 1 – 3 | BNL Roma |  |

| Arbitri: | Gian Paolo Travini (Cesena) Augusto Balestra (Forlì) |

|                                     |           |  |
| Busato 22’ Cristoforetti 35’ (t.l.) | Marcatori |  |

| Roma 27 maggio 2000 | Roma RCB | 4 – 7 | Augusta |  |

| Pescara 27 maggio 2000 | Pescara | 3 – 1 | Genzano |  |

##### Ritorno
| Roma 30 maggio 2000 | BNL Roma | 2 – 3 | Petrarca |  |

| Roma 30 maggio 2000, ore 20:00 | Lazio | 8 – 2 | Prato |  |

| Augusta 30 maggio 2000 | Augusta | 3 – 3 | Roma RCB |  |

| Genzano di Roma 30 maggio 2000 | Genzano | 6 – 3 | Pescara |  |

#### Semifinali

##### Andata
| Roma 3 giugno 2000 | Lazio | 3 – 2 | BNL Roma |  |

| Augusta 3 giugno 2000 | Augusta | 4 – 3 | Genzano |  |

##### Ritorno
| Roma 10 giugno 2000 | BNL Roma | 4 – 5 | Lazio |  |

| Genzano di Roma 10 giugno 2000 | Genzano | 6 – 2 | Augusta |  |

#### Finale

##### Andata
| Roma 16 giugno 2000 | Lazio | 1 – 2 | Genzano |  |

##### Ritorno
| Genzano di Roma 23 giugno 2000 | Genzano                                       | 2 – 2 | Lazio | \| Arbitri: \| Roberto Monti (Forlì) Carlo Di Marco (Teramo) \| |
| Arbitri:                       | Roberto Monti (Forlì) Carlo Di Marco (Teramo) |       |       |                                                                 |

## Play-out
Ai play-out parteciparono la 13ª e la 14ª classificata della serie A e le vincenti dei play-off della Serie A2 1999-00. Al termine del doppio confronto, il Divino Amore mantenne la massima categoria imponendosi in entrambe le partite sul CLT; il Reggio fu invece sconfitto dallo Stabiamalfi, retrocedendo in Serie A2.

### Andata
|             | Risultati |              | Data           | Luogo   |  |
| ----------- | --------- | ------------ | -------------- | ------- |  |
| CLT Terni   | 4-6       | Divino Amore | 27 maggio 2000 | Terni   |  |
| Stabiamalfi | 4-2       | Reggio       | 3 giugno 2000  | Scafati |  |

### Ritorno
|              | Risultati |             | Data           | Luogo           |  |
| ------------ | --------- | ----------- | -------------- | --------------- |  |
| Divino Amore | 7-3       | CLT Terni   | 3 giugno 2000  | Roma            |  |
| Reggio       | 3-4       | Stabiamalfi | 10 giugno 2000 | Reggio Calabria |  |